# Esbjörn Svensson
Esbjörn Svensson (Skultuna, 16 aprile 1964 – Stoccolma, 14 giugno 2008) è stato un pianista svedese.

## Biografia
Svensson cominciò a suonare molto presto nella vita spinto dalla madre, una pianista classica, e dal padre, appassionato di jazz. Dapprima mostrò interesse per la musica classica. Durante l'adolescenza si appassionò al rock e, insieme ad alcuni compagni di scuola, diede vita ad un gruppo. Tornò successivamente alla musica classica per approdare definitivamente al jazz. A 16 anni cominciò a prendere lezioni di piano. Più tardi frequentò l'Università di Stoccolma per 4 anni.
Nel 1990 Svensson fondò il suo primo gruppo con l'amico di infanzia Magnus Öström alle percussioni. Nel 1993 si aggiunse il bassista Dan Berglund e così nacque lo Esbjörn Svensson Trio (E.S.T.).
Nel 1993 fu pubblicato il loro primo album When Everyone Has Gone. A metà degli anni novanta il trio cominciò ad essere famoso e nel 1995 e nel 1996 in Svezia Svensson fu nominato Musicista Jazz dell'Anno. Nel 1999 il gruppo acquisì notorietà internazionale con l'album From Gagarin's Point Of View.
Con la pubblicazione dell'album Good Morning Susie Soho (2000) e Strange Place For Snow (2002), il trio cominciò ad essere conosciuto negli Stati Uniti. Nel 2002 il gruppo fece un tour di 9 mesi in Europa, negli Stati Uniti e in Giappone. I loro album successivi Seven Days Of Falling (2003), Viaticum (2005) e Tuesday Wonderland (2006) ebbero una buona accoglienza sia dalla critica che dal pubblico.
Nel numero di maggio 2006 la rivista specializzata americana Down Beat dedicò al gruppo la copertina. L'ultimo album E.S.T. Live in Hamburg, pubblicato nel 2007, è la registrazione del concerto tenuto nell'autunno 2006 ad Amburgo in Germania durante il Tuesday Wonderland Tour.
Prima della morte di Svensson, avvenuta a causa di un incidente subacqueo, il trio stava lavorando all'integrazione della musica elettronica nelle sonorità proprie del gruppo. Oltre alle registrazioni con l'E.S.T., Svensson registrò album con Nils Landgren e Viktoria Tolstoy.
Il 14 giugno 2008, Svensson sparì durante una sessione di immersioni subacquee a Ingarö, fuori Stoccolma, in Svezia. I suoi compagni di immersione, tra cui un istruttore e suo figlio di 14 anni, alla fine lo trovarono sdraiato privo di sensi sul fondo del mare. Avendo subito gravi ferite, fu portato d'urgenza all'ospedale universitario Karolinska in elicottero, ma non fu possibile salvarlo. Era sposato e padre di due figli.

## Discografia selezionata
- When Everyone Has Gone (1993) Dragon
- E.S.T. Live '95 (1995) ACT
- E.S.T. plays Monk (1996) Diesel Music
- Winter in Venice(1997) Diesel Music
- From Gagarin's Point of View (1999) ACT
- Good Morning Susie Soho (2000) ACT
- Somewhere Else Before(da compilation US Dal Gagarin's Point of View e Good Morning Susie Soho, 2001)
- Strange Place for Snow(2002) ACT
- Seven Days of Falling (2003) Super Studio Gul
- Live in Stockholm(2003) DVD, registrato il 10 dicembre 2000 con video e intervista
- Viaticum (2005)  SpamBooLimbo
- Tuesday Wonderland (2006) ACT
- E.S.T. Live in Hamburg (2007) ACT
- Leucocyte (2008) ACT
- Retrospective - The Very Best of E.S.T. (2009) ACT
- 301 (album) (2012) ACT
- E.S.T. Live in London (2018), ACT, registrato nel 2005
- E.S.T. Live in Gothenburg (2019), ACT, registrato nel 2001
- HOME.S. (2022), ACT, registrato nella primavera del 2008